# Râul Valea Pietrei Mari
Râul Valea Pietrei Mari este un curs de apă, afluent al râului Timiș. 

## Hărți
- Harta Munților Bucegi  Arhivat în 28 mai 2008, la Wayback Machine.
- Harta Munților Postăvaru  Arhivat în 3 august 2008, la Wayback Machine.
- Harta Munții Piatra Mare [nefuncțională – arhivă]
- Harta Județului Brașov